# Mario Gil
Mario Gil (17 ottobre 1985) è un ex calciatore cubano, di ruolo attaccante.

## Carriera

### Club
Ha sempre giocato nel campionato cubano.

### Nazionale
Ha esordito in Nazionale nel 2005.